# Regabellator profugus
Regabellator profugus är en kräftdjursart som beskrevs av Joseph F. Siebenaller och Robert Raymond Hessler 1981. Regabellator profugus ingår i släktet Regabellator och familjen Nannoniscidae. Inga underarter finns listade i Catalogue of Life.